# Leopoldo I de Austria (Babenberg)
Leopoldo I, también Luitpold o Liutpold (Wurzburgo, ca. 940-Wurzburgo, 994) fue un margrave de Austria, el primero  de la casa de Babenberg, que gobernó entre 976 y 994.
Leopoldo fue conde en el distrito del Danubio Bávaro y su primera aparición en documentos data de la década de 960 como fiel seguidor del emperador Otón I el Grande. Después de la rebelión (976) de Enrique II el Pendenciero contra el emperador Otón II, Leopoldo fue nombrado "conde en el Este" (el núcleo del territorio de la actual Austria) por instigación de su predecesor en la marca, Burcardo. Su residencia fue probablemente Pöchlarn, o Melk (lugar donde sus sucesores residieron). El territorio del margraviato, que originalmente habría coincidido con la actual Wachau, fue ampliado al Este al menos hasta Wienerwald.
Leopoldo es la primera figura conocida, razonablemente histórica, en Austria. El aniversario del milenio de su nombramiento como margrave fue por lo tanto celebrado como Los mil años de Austria en 1976 - celebraciones bajo el mismo título que fueron llevadas a cabo veinte años después, como aniversario del famoso documento Ostarrichi, la primera mención del antiguo germánico nombre de Austria.
Sin embargo, no es mencionado en la Crónica Babenberg, escrita por su descendiente Otón de Frisinga (que solo comenzó con el nieto de Leopoldo, Adalberto) el que es conocido como el creador de esta dinastía.